# Eustis (Florida)
Eustis ist eine Stadt im Lake County im US-Bundesstaat Florida. Das U.S. Census Bureau hat bei der Volkszählung 2020 eine Einwohnerzahl von 23.189 ermittelt.

## Geographie
Eustis befindet sich am Ostufer des Lake Eustis und grenzt direkt an die Städte Tavares und Mount Dora. Weitere Seen im Stadtgebiet sind der West Crooked Lake und der East Crooked Lake. Die Stadt liegt rund 35 km nordwestlich von Orlando.

## Demographische Daten
Laut der Volkszählung 2010 verteilten sich die damaligen 18.558 Einwohner auf 8.871 Haushalte. Die Bevölkerungsdichte lag bei 859,2 Einw./km². 74,9 % der Bevölkerung bezeichneten sich als Weiße, 17,4 % als Afroamerikaner, 0,4 % als Indianer und 1,2 % als Asian Americans. 3,8 % gaben die Angehörigkeit zu einer anderen Ethnie und 2,4 % zu mehreren Ethnien an. 11,9 % der Bevölkerung bestand aus Hispanics oder Latinos.
Im Jahr 2010 lebten in 30,8 % aller Haushalte Kinder unter 18 Jahren sowie 34,8 % aller Haushalte Personen mit mindestens 65 Jahren. 65,0 % der Haushalte waren Familienhaushalte (bestehend aus verheirateten Paaren mit oder ohne Nachkommen bzw. einem Elternteil mit Nachkomme). Die durchschnittliche Größe eines Haushalts lag bei 2,43 Personen und die durchschnittliche Familiengröße bei 2,98 Personen.
25,8 % der Bevölkerung waren jünger als 20 Jahre, 22,5 % waren 20 bis 39 Jahre alt, 24,9 % waren 40 bis 59 Jahre alt und 26,6 % waren mindestens 60 Jahre alt. Das mittlere Alter betrug 42 Jahre. 47,1 % der Bevölkerung waren männlich und 52,9 % weiblich.
Das durchschnittliche Jahreseinkommen lag bei 45.170 $, dabei lebten 14,4 % der Bevölkerung unter der Armutsgrenze.
Im Jahr 2000 war Englisch die Muttersprache von 92,50 % der Bevölkerung, spanisch sprachen 6,44 % und 1,06 % hatten eine andere Muttersprache.

## Sehenswürdigkeiten
Folgende Objekte sind im National Register of Historic Places gelistet:
- Clifford House
- Eustis Commercial Historic District
- Ferran Park and the Alice McClelland Memorial Bandshell
- LaRoe Family Homestead Historic District
- Gould Hyde Norton House
- William Kimbrough Pendleton House
- Purdy Villa
- Moses J. Taylor House
- Woman’s Club of Eustis

## Musik
In Eustis wurde 1999 die Band Fireflight gegründet.

## Verkehr
Die Stadt wird vom U.S. Highway 441 (SR 500) sowie den Florida State Roads 19 und 44 durchquert. Der nächste Flughafen ist der Orlando Sanford International Airport (50 km östlich). Die Florida Central Railroad operiert im Frachtverkehr von hier nach Umatilla, über Tavares nach Sorrento sowie bis nach Orlando und Winter Garden.

## Kriminalität
Die Kriminalitätsrate lag im Jahr 2010 mit 228 Punkten (US-Durchschnitt: 266 Punkte) im durchschnittlichen Bereich. Es gab einen Mord, fünf Vergewaltigungen, zwölf Raubüberfälle, 23 Körperverletzungen, 138 Einbrüche, 476 Diebstähle, 28 Autodiebstähle und zwei Brandstiftungen.

## Persönlichkeiten
- Tzimon Barto (* 1963), Konzertpianist
- Brent Berk (* 1949), Wettkampfschwimmer und Olympiateilnehmer
- Rod Brewer (* 1966), Baseballspieler
- Kathryn Joosten (1939–2012), Schauspielerin
- Jonathan Lucroy (* 1986), Baseballspieler
- Michael Ray (* 1988), Countrysänger
- John Robert Schrieffer (1931–2019), Physiker, war ab 1947 in Eustis ansässig
- Gunner Wright (* 1973), Schauspieler und Synchronsprecher